# Nora kyrka, Uppland
Nora kyrka är en kyrkobyggnad som tillhör Nora församling i Uppsala stift. Kyrkan ligger i västra delen av Uppland, nära järnvägen i Tärnsjö industrisamhälle i Heby kommun.

## Kyrkobyggnaden
På samma plats byggdes under medeltiden en landsortskyrka av sten som hade sakristia i norr och vapenhus i söder. Östra och södra murarna av denna kyrka är bevarade och ingår i nuvarande kyrkobyggnad som är helt präglad av en ombyggnad på 1780-talet. Då revs sakristian och vapenhuset och de gamla västra och norra murarna. Kyrkan förlängdes mot väster och breddades mot norr och blev därigenom mer än dubbelt så stor som tidigare. I väster uppfördes ett kraftigt torn med huvudingång och i öster en låg sakristia. Koret och långhuset har samma höjd och bredd och täcks av ett gemensamt brutet tak med en liten takryttare i öster. Tornhuven har mjukt rundad karnisform och kröns av en lanternin.
Ritningar till ombyggnaden utarbetades 1772 av murmästaren Daniel Lundquist, Gävle. 1778 stadfästes de efter bearbetning av någon arkitekt vid Överintendentsämbetet. Kanske har ändringarna utförts av överintendenten, den välkände arkitekten Carl Fredrik Adelcrantz. November 1778 skänkte nämndemannan i Bondeborn, Olof Gabrielsson vid ett Tingsmöte, 50 Rdr Specie för utvidgningen. Ekonomin hade varit usel i kyrkokassan så beslut om bygge hade hela tiden fått uppskjutas. Gåvan trädde i kraft om ett kommande sockenmöte som skulle hållas 1:a Advent samma år, utföll med fastställt beslut om kyrkans utvidgning. 1783 skulle en entreprenadauktion för bygget hållas den 23 juni. Kyrkan togs åter i bruk 1786. Över kyrkorummet murades ett tunnvalv av tegel. Utmed västmuren byggdes dubbla läktare av vilka den nedre är bevarad. Här ingår delar av en läktare med målningar från 1751 av Johan Winge, Gävle. De är nu i dåligt skick och övertäckta. 1835 skulle ena sidans nedre takdel och sakristians tak omläggas från spån till valda smidda järnplåtar. Även reparationer på tornet.
År 1911 upptäcktes och konserverades figurativa kalkmålningar i korets sydöstra hörn. Dessa utfördes av Tierpsskolan vid 1400-talets slut eller under 1500-talets början. Samtida målningar av samma typ har påträffats i hela kyrkan. Dessa är överkalkade. Redan 1788 förelåg planer på en altarpredikstol. Efter provisoriska arrangemang utformades koret mer definitivt 1806. Under altartavlan ställdes en predikstol, troligen snickrad i samband med kyrkans ombyggnad, med baldakin snidad 1806. Snickaren och schatullmakaren Georg Svanström, Uppsala, snidade altaruppsatsens magnifika inramning med pilastrar i nyklassisk stil. Dess färgsättning utfördes av målaren David Sundbäck. Han är även mästare till den omgivande fresken på kormuren med skenperspektiv och draperimålning. Vid en restaurering 1966 efter ritningar av slottsarkitekten Ragnar Jonsson flyttades predikstolen och baldakinen till sin nuvarande plats vid korets nordmur. Nytt räcke och ny trappa byggdes. Altartavlan sänktes och försågs med ett överstycke. Vid restaureringen 1911 erhöll tunnvalvet dekorativ stuckornamentik i jugendstil. Samtidigt revs övre läktaren. 1966 ombyggdes bänkinredningen. En glasmålning utförd av Per Lindblad, Gävle, insattes i korets rundfönster.

## Inventarier
- Ett fragment av en dopfunt är från 1200-talet
- Ett antal träskulpturer är från omkring år 1500. Bland dessa finns ett triumfkrucifix och helgonbilder från ett altarskåp.
- Altartavlan är en oljemålning med Golgatamotiv utförd 1729 av Olof Arenius. Tavlan har ingått i gamla kyrkans altaruppsats.

### Orgel
- 1663 fick kyrkan ett positiv. Positivet såldes 1706 till Isac Risberg.
- 1706 byggde Isac Risberg en orgel med 6 stämmor. Orgeln såldes till Vidbo kyrka.
- 1786 byggde Niclas Söderström och Eric Nordqvist, som själv var från Nora socken, en orgel med 18 stämmor, två manualer och bihängd pedal. Delar av denna orgel finns idag bevarade.
- 1932 byggde A Magnussons Orgelbyggeri, Göteborg en orgel med 25 stämmor, två manualer och pedal.
- Den nuvarande orgeln byggde 1968 av Grönlunds Orgelbyggeri AB, Gammelstad och är en mekanisk orgel med slejflådor. Fasaden är samtida med orgeln och den har ett tonomfång på 56/30.

| Huvudverk I    | Bröstverk II      | Pedal         | Koppel |
| Kvintadena 16' | Gedackt 8'        | Principal 16´ | I/P    |
| Principal 8´   | Kvintadena 8'     | Subbas 16'    | II/P   |
| Rörflöjt 8'    | Principal 4'      | Oktava 8'     | II/I   |
| Oktava 4'      | Rörflöjt 4'       | Gedackt 8'    |        |
| Spetsflöjt 4'  | Waldflötj 2'      | Oktava 4'     |        |
| Kvinta 2 2⁄3'  | Oktava 1'         | Nachthorn 2'  |        |
| Oktava 2'      | Sesquialtera II   | Mixtur V      |        |
| Mixtur V-VII   | Scharf IV         | Fagott 16'    |        |
| Trumpet 8'     | Rankett 16'       | Skalmeja 4'   |        |
|                | Dulcian 8'        |               |        |
|                | Tremulant         |               |        |
|                | Crescendosvällare |               |        |

## Bildgalleri

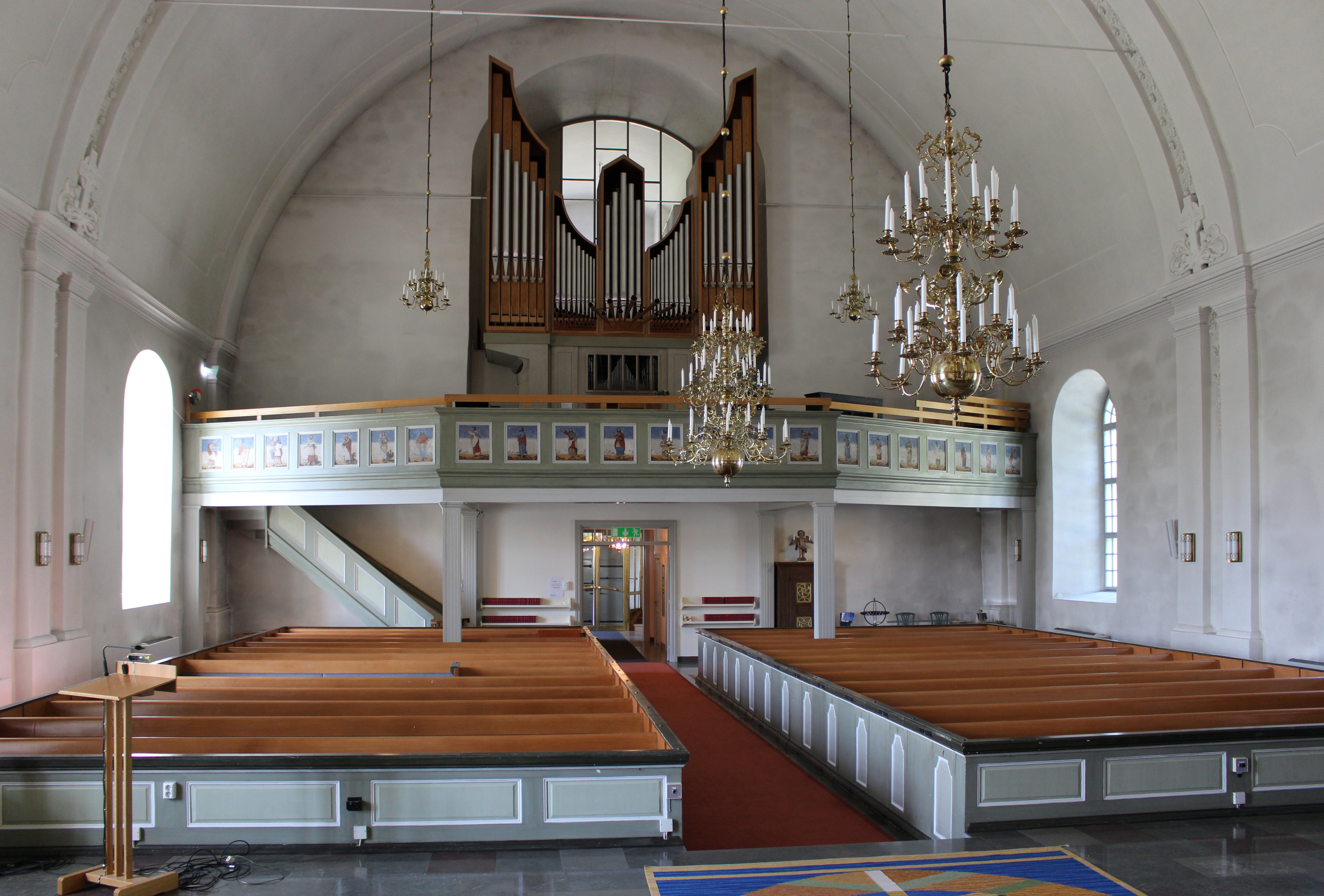
Kyrkorum mot väster
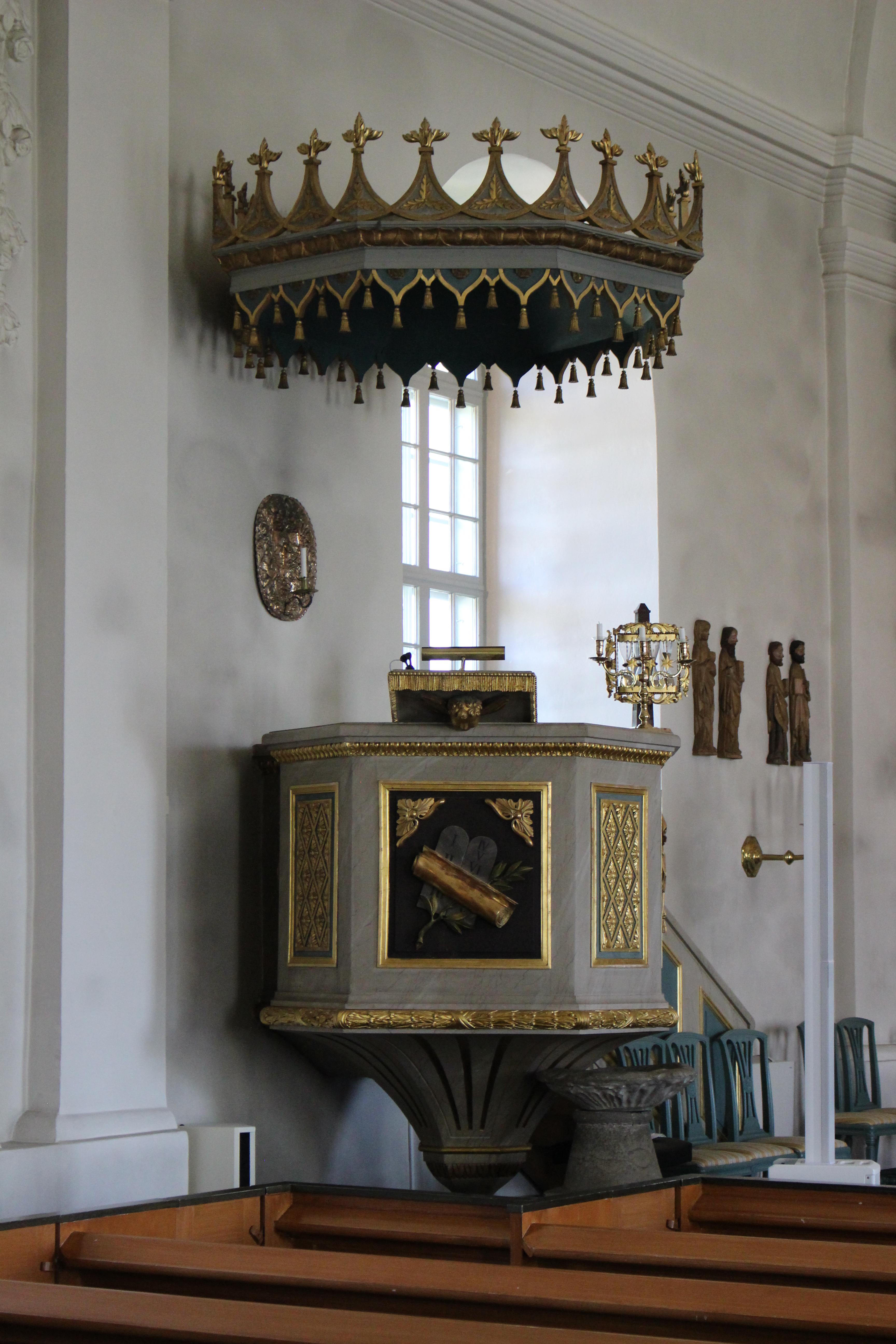
Predikstol
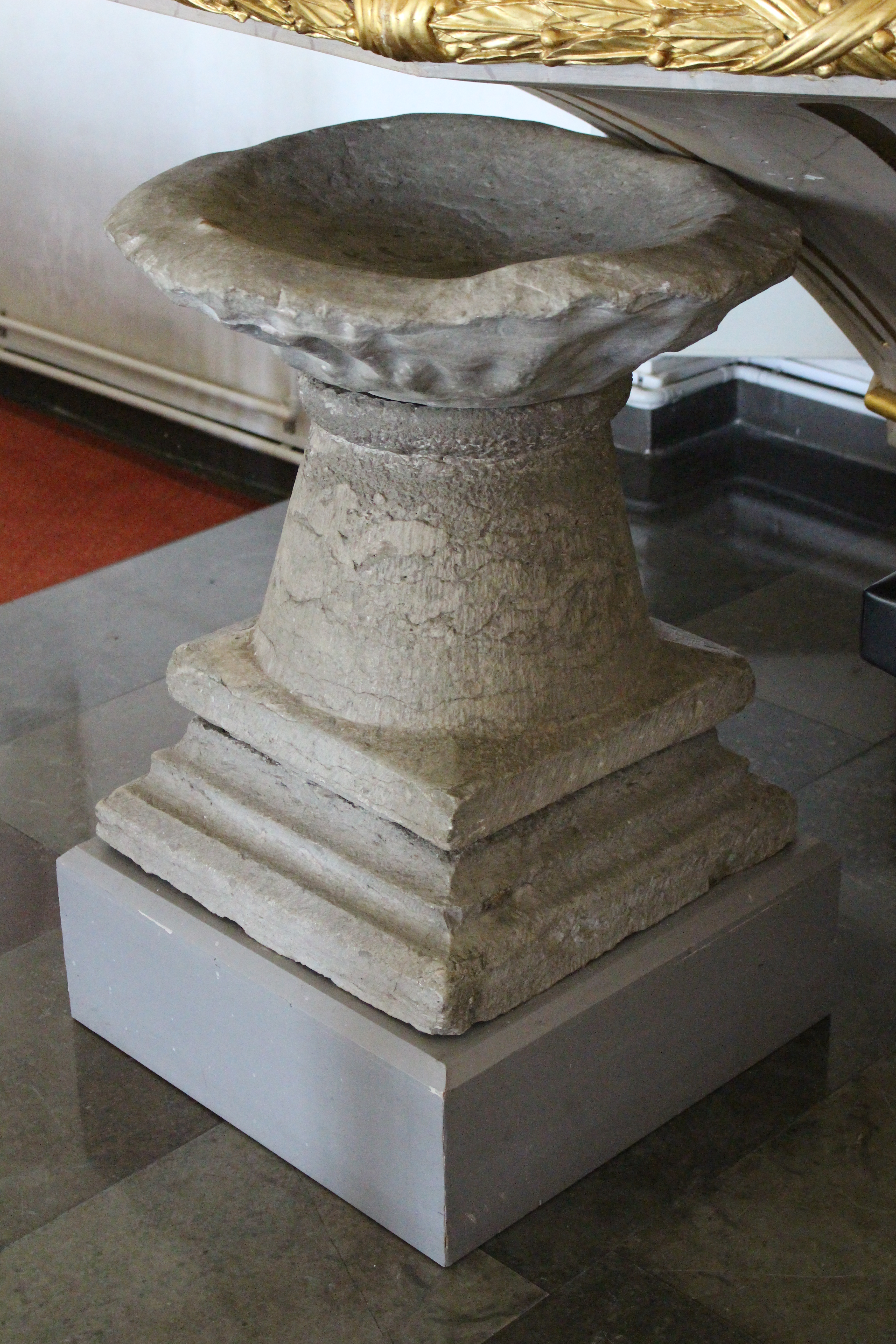
Dopfunt
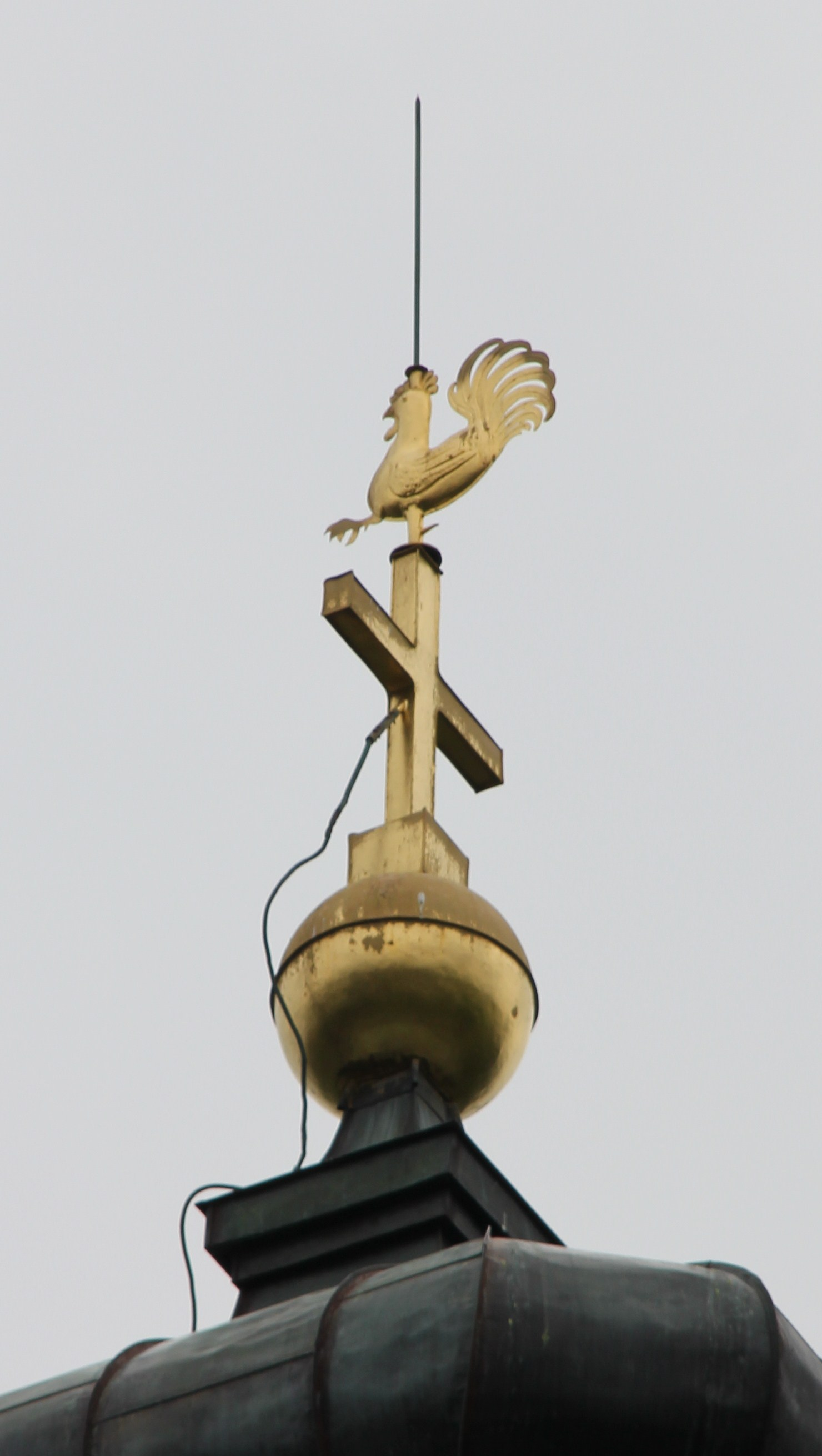
Kors och kyrktupp
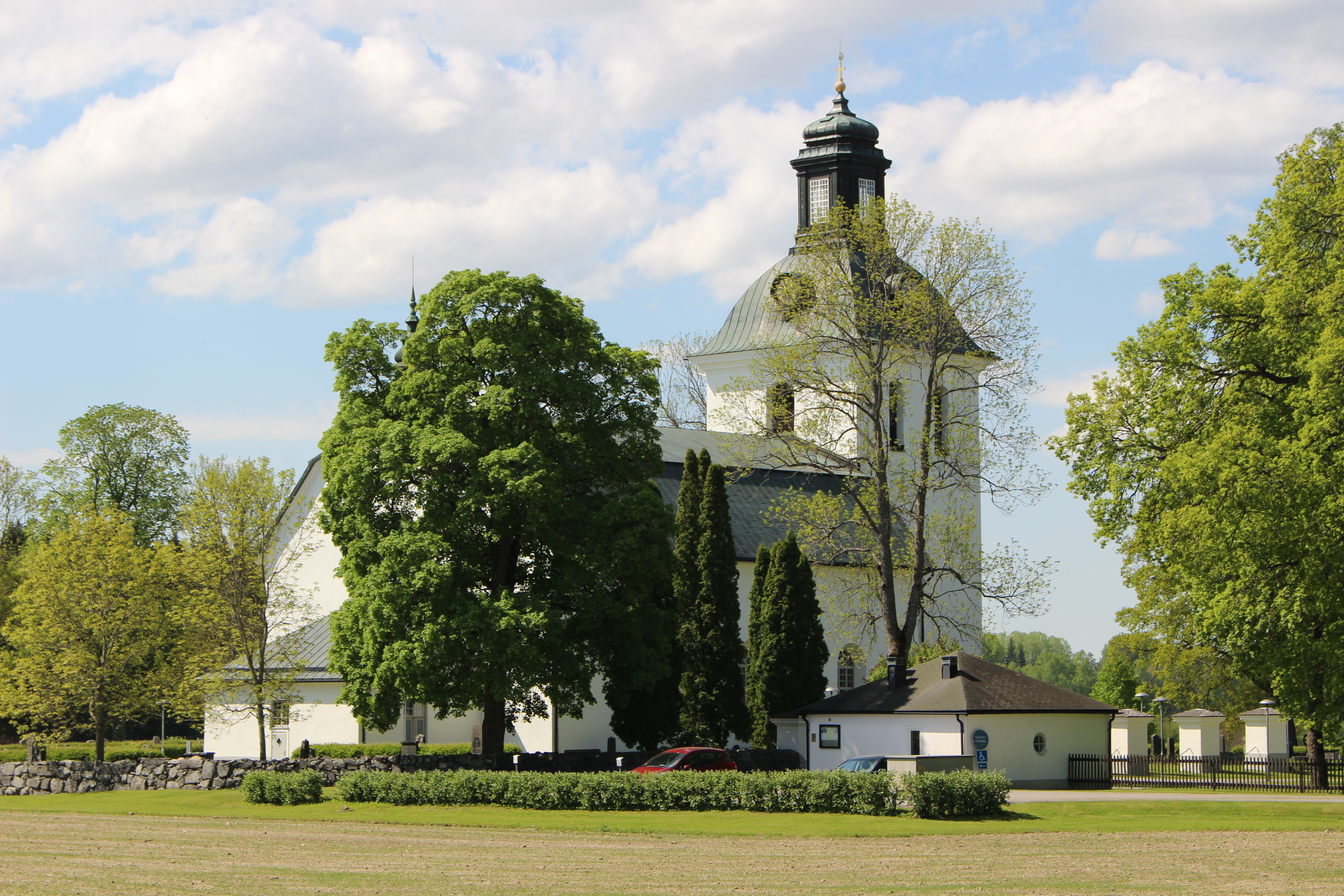
Kyrkan från nordost
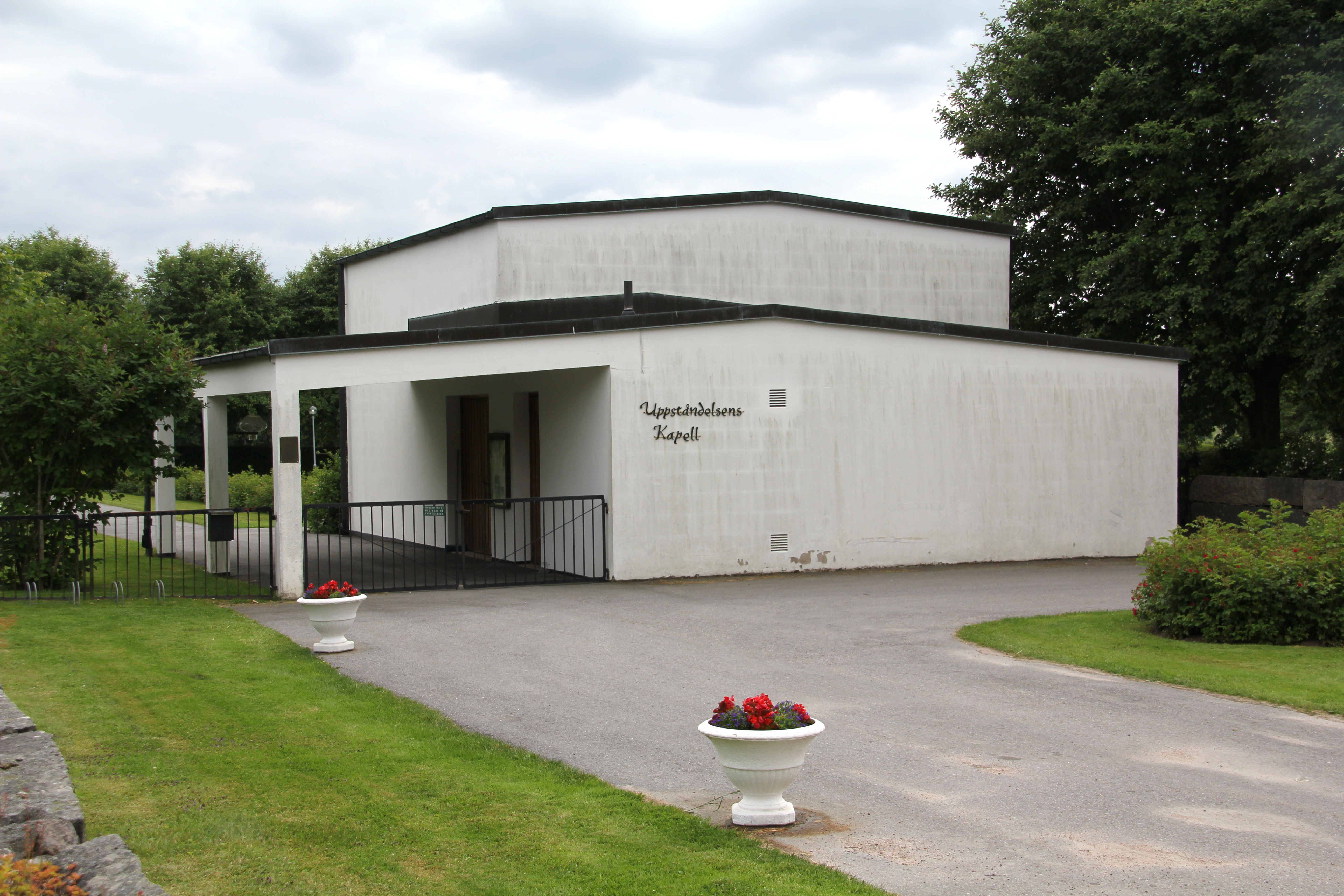
Uppståndelsens kapell

### Webbkällor
- anläggningspresentation
- byggnadspresentation
- Församlingen informerar om kyrkan